# ダイビングキャッチ
ダイビングキャッチ (diving catch) とは、飛んでくる物体（スポーツの場合はボールやパック、フライングディスクなど）に対して、みずからも飛び込んでキャッチすること。
野球やクリケットではディフェンス側がアウトをとるために、アメリカンフットボールやアルティメットではオフェンス側がターンオーバーさせないように、またサッカーなどではゴールキーパーが相手のシュートを決めさせないために行われる。